# Lucien Carbin
Lucien Carbin (Para, 7 september 1952) is een Surinaams-Nederlands voormalig kickbokser en karateka. Hij was de eerste Europese kampioen in kyokushin-karate, een wereldkampioen in het kickboksen en Europees kampioen in savate en muay Thai. Als trainer heeft hij 49 wereldkampioenen voortgebracht in verschillende vechtsporten.

## Biografie
Carbin werd geboren in het district Para in Suriname. In 1965 verhuisde hij naar Nederland en kwam terecht in Amsterdam Bijlmermeer. Op 18-jarige leeftijd ging Carbin in militaire dienst, waar hij een ongewapende gevechtstraining volgde. Hij vorderde snel en na zijn militaire dienst, twee jaar later in 1972, schreef hij zich in bij de vechtsportschool van Jon Bluming voor een kyokushin-karateles. Na een jaar behaalde Carbin de bruine band. Ook beoefende hij pencak silat.
In 1976 maakte Carbin kennis met kickboksen door Jan Plas, een mede-leerling van Bluming en een van de leraren van de Bluming dojo. Plas ging naar Japan en leerde daar kickboksen, en toen hij terugkeerde naar Nederland richtte hij de Mejiro Gym op, terwijl Carbin een van zijn eerste leerlingen werd. Carbin werd een professional en had een zeer succesvolle carrière, waarbij hij wereld- en Europese titels won in verschillende varianten van het kickboksen. Hij verloor slechts één keer in zijn carrière.
In 1978 nam Carbin deel aan het eerste Europese kyokushin karate-kampioenschap in het Wembley Stadium in Londen. Er waren twee categorieën op het toernooi; de eerste van 65 tot 75 kilogram en de tweede meer dan 75 kilogram. Carbin woog 62 kg en tijdens de weging moest hij zware kleding dragen om te mogen vechten. Hij won het toernooi en kreeg de prijs uit handen van Masutatsu Oyama. Carbin beweerde dat hij na het toernooi een aantal dagen niet kon lopen.
In 1987 stopte Carbin met zijn vechtsportcarrière en ging verder als trainer. Hij ontwikkelde zijn eigen kickboksstijl, die hij "Carbin All Style" noemde. Carbin richtte zijn eigen sportschool Fighting Factory Carbin op in de Bijlmer in Amsterdam, die als een van de beste vechtsportscholen van Nederland wordt beschouwd. Hij bracht meerdere wereldkampioenen voort, zoals Tyrone Spong, Alistair Overeem, Gilbert Yvel, Ilonka Elmont, Andy Ristie en Tiffany van Soest.